# Mattia De Sciglio
Mattia De Sciglio (Milánó, 1992. október 20.) olasz válogatott labdarúgó, az Empoli játékosa kölcsönben a Juventus csapatától.

## Kezdeti évek

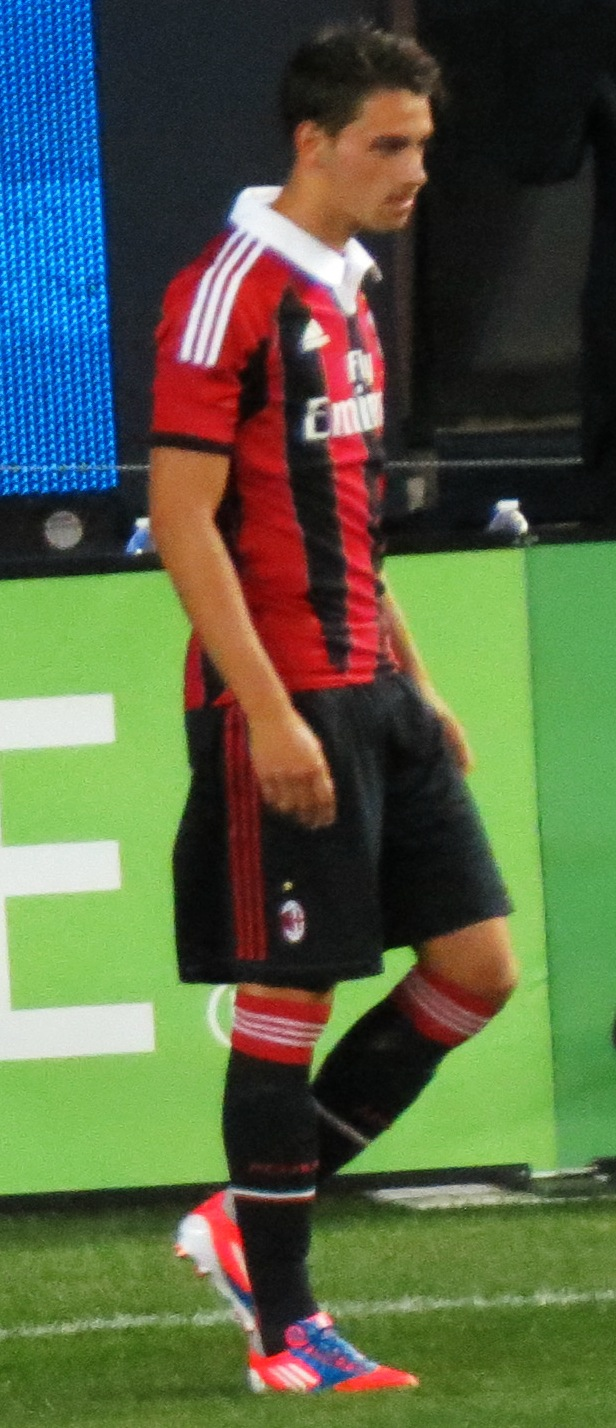
De Sciglio akcióban

2001-ben a Cimiano amatőrcsapatában kezdett, majd tízévesen leigazolta őt az AC Milan. A piros-fekete klub junior szekciójában kilenc szezont töltött el. Legnagyobb sikereként 2010-ben a Primavera csapatoknak kiírt olasz kupát hódította el, 25 év után először sikerült megnyerni a Milannak ezt a trófeát.

## Felnőtt karrier
A 2011-12-es bajnokságban már a felnőtt keret tagja volt, Massimiliano Allegri a BL-ben dobta mély vízbe egy csoport mérkőzésen a Viktoria Plzen ellen, 2011. szeptember 28-án.
A bemutatkozást követően a bajnoki debütálás még váratott magára, 2012. április 10-én kezdőként lépett pályára a Chievo Verona ellen játszott meccsen. Következő szereplése a milánói derbyre (Inter-Milan) esett, a sérült Bonerát kellett pótolnia csereként a 4-2-re elveszített találkozón.
A 2012-13-as bajnoki évben már elég sok lehetőséget kapott és remekül élt vele.
Megkapta a 2-es mez számot is, amit olyan korábbi sztárok viselhettek, mint Tassotti vagy Cafu. A bajnokság során alapemberré vált a Milan csapatában.
2020. október 5-én kölcsönbe vette a francia Olympique Lyon csapata. 2024. augusztus 29-én kölcsönbe került a 2024–25-ös szezonra az Empoli csapatához.

## Válogatott karrier
De Sciglio nyolcszoros U19-es válogatott, szerepelhetett az U19 Eb-selejtezőkön.
5-5 U20 és U21 válogatottságot is magáénak tudhat. 2012. augusztus 15-én Cesare Prandelli meghívta az angolok elleni barátságos mérkőzés keretébe. Első felnőtt válogatott meccsét a brazilok ellen játszotta 2013. március 21-én.

## Játékstílusa
Mattia De Sciglio jobblábas hátvéd, aki tud játszani a bal oldalon is. A Milan Primaverában korábban középhátvédet is játszott. A korábbi Milan-játékos Alberigo Evani, aki edzte őt a 2007-08-as szezonban, úgy jellemezte De Scigliót, mint "gyorsan futó, jó technikával rendelkező és sokoldalú futballista".

## Statisztika
2020. március 8-i statisztika alapján.
| Klub             | Szezon           | Bajnokság        | Bajnokság | Bajnokság | Olasz kupa | Olasz kupa | Nemzetközi | Nemzetközi | Egyéb | Egyéb | Összes | Összes |
| Klub             | Szezon           | Bajn.            | Mérk.     | G.        | Mérk.      | G.         | Mérk.      | G.         | Mérk. | G.    | Mérk.  | G.     |
| ---------------- | ---------------- | ---------------- | --------- | --------- | ---------- | ---------- | ---------- | ---------- | ----- | ----- | ------ | ------ |
| Milan            | 2011–12          | Serie A          | 3         | 0         | 0          | 0          | 2          | 0          | 0     | 0     | 5      | 0      |
| Milan            | 2012–13          | Serie A          | 27        | 0         | 1          | 0          | 5          | 0          | 0     | 0     | 33     | 0      |
| Milan            | 2013–14          | Serie A          | 16        | 0         | 2          | 0          | 3          | 0          | 0     | 0     | 21     | 0      |
| Milan            | 2014–15          | Serie A          | 17        | 0         | 1          | 0          | —          | —          | 0     | 0     | 18     | 0      |
| Milan            | 2015–16          | Serie A          | 22        | 0         | 7          | 0          | —          | —          | 0     | 0     | 29     | 0      |
| Milan            | 2016–17          | Serie A          | 25        | 0         | 1          | 0          | —          | —          | 1     | 0     | 27     | 0      |
| Milan            | Összes           | Összes           | 110       | 0         | 12         | 0          | 10         | 0          | 1     | 0     | 133    | 0      |
| Juventus         | 2017–18          | Serie A          | 12        | 1         | 1          | 0          | 6          | 0          | 1     | 0     | 20     | 1      |
| Juventus         | 2018–19          | Serie A          | 21        | 0         | 2          | 0          | 4          | 0          | 0     | 0     | 27     | 0      |
| Juventus         | 2019–20          | Serie A          | 8         | 0         | 1          | 0          | 2          | 0          | 1     | 0     | 12     | 0      |
| Juventus         | Összes           | Összes           | 42        | 1         | 4          | 0          | 12         | 0          | 2     | 0     | 60     | 1      |
| Karrier összesen | Karrier összesen | Karrier összesen | 152       | 1         | 16         | 0          | 22         | 0          | 3     | 0     | 193    | 1      |

### Válogatott
2019. június 11-én lett frissítve
| Olaszország | Olaszország     | Olaszország |
| Év          | Pályára lépések | Gólok       |
| ----------- | --------------- | ----------- |
| 2013        | 8               | 0           |
| 2014        | 8               | 0           |
| 2015        | 6               | 0           |
| 2016        | 8               | 0           |
| 2017        | 1               | 0           |
| 2018        | 6               | 0           |
| 2019        | 2               | 0           |
| Összesen    | 39              | 0           |

## Sikerei, díjai
AC Milan
- Olasz szuperkupa-győztes: 2011, 2016

 Juventus 
- Serie A-győztes: 2017-18, 2018-19, 2019-20
- Olasz Kupa-győztes: 2017-18, 2023–24
- Szuperkupa-győztes: 2018

Olasz válogatott
- Konföderációs kupa: bronzérem 2013

## Fordítás
- Ez a szócikk részben vagy egészben  a   Mattia De Sciglio című angol Wikipédia-szócikk ezen változatának fordításán alapul.  Az eredeti cikk szerkesztőit annak laptörténete sorolja fel. Ez a jelzés csupán a megfogalmazás eredetét és a szerzői jogokat jelzi, nem szolgál a cikkben szereplő információk forrásmegjelöléseként.
- Mattia De Sciglio pályafutásának statisztikái a Soccerbase oldalon (angolul)

- Mattia De Sciglio – a FIFA adatbázisában